# COVID-19 на Соломоновых Островах
Распространение COVID-19 на Соломоновых Островах — распространение пандемии COVID-19 на территории Соломоновых Островов. Первый случай болезни в стране был зарегистрирован 3 октября 2020 года.

## Хронология
27 марта премьер-министр Соломоновых Островов Манассе Согаваре приостановил международное транспортное сообщение страны, и ввёл предохранительное чрезвычайное положение в Хониаре, согласно которому большинство развлекательных заведений столицы страны будут закрыты (церкви не подпадают под это распоряжение). 3 апреля 2020 года правительство усилило проверку состояния здоровья лиц, прибывающих в страну, и ввело ограничения для лиц, посещавших страны с высоким риском инфицирования коронавирусом.
31 марта постоянный секретарь Министерства образования и развития человеческих ресурсов Франко Роди издал распоряжение о закрытии всех учебных заведений Соломоновых Островов.
3 октября 2020 года сообщено об обнаружении первого случая COVID-19 на Соломоновых Островах. В этот день премьер-министр Манассе Согаваре сообщил, что положительный результат тестирования на COVID-19 выявлен у студента, репатриированного с Филиппин, после прибытия в столицу Соломоновых Островов Хониару. Болезнь у этого студента протекала бессимптомно, и до его репатриации результат тестирования был отрицательным. Этот студент был среди 400 жителей Соломоновых Островов, находившиеся на Филиппинах, и которых правительство Соломоновых Островов планировало репатриировать. У 18 из них выявлен положительный результат тестирования на коронавирус на Филиппинах во время ожидания репатриации.
Ещё 2 случая болезни были подтверждены 11 и 15 октября 2020 года. Оба новых больных прибыли в страну одним рейсом с первым больным, также были студентами, и болезнь у них протекала бессимптомно.
Ещё 4 случая болезни были подтверждены 27 октября 2020 года. Все заразившиеся были футболистами, играющими в Великобритании.
С ноября было подтверждено 5 случаев заражения. 4 из них были местными футболистами, а один гражданином Южной Кореи.
9 ноября 2020 года было подтверждено ещё 3 случая болезни, общее число случаев выросло до 16. Один из них недавно вернулся из Филиппин, а два других — футболисты, вернувшиеся из Великобритании; в этот день зарегистрировано также пятое выздоровление в стране.
24 ноября был подтверждён ещё один случай болезни, общее число случаев в стране выросло до 17.
4 декабря результаты теста на COVID-19 у 3 иностранцев, которые были задержаны со своими 2 яхтами по обвинению в незаконном въезде на территорию страны, оказались отрицательными.
8 февраля 2021 года подтверждён ещё один случай COVID-19, общее число случаев болезни в стране выросло до 18.
Два новых случая выявлены среди лиц, находящихся на профилактическом карантине, вновь прибывших в страну 28 марта и 9 апреля, в результате чего общее число заболевших достигло двадцати. Все предыдущие пациенты вылечились, поэтому на тот момент это были оставшиеся два активных случая болезни. По состоянию на 26 апреля активен только один случай. Последний пациент объявлен вылеченным 28 апреля.
21 мая начинается кампания по вакцинации населения вакциной компании Sinopharm.
15 июля у моряка грузового судна, прибывшего из Вьетнама через Филиппины, обнаружили заболевание. Судно находится в профилактическом карантине в море, если скрининг-тест положительный. Медицинские работники, проводившие тесты, также помещаются в карантин.